# Aristolochia ophioides
Aristolochia ophioides là một loài thực vật có hoa trong họ Aristolochiaceae. Loài này được L.Marión mô tả khoa học đầu tiên năm 2000.